# Eletriptan
Eletriptanul este un medicament din clasa triptanilor și este utilizat în tratamentul migrenelor. Calea de administrare disponibilă este cea orală.

## Farmacologie
Eletriptanul este un agonist selectiv al receptorilor pentru serotonină (de tipul 5-HT1B și 5-HT1D) de la nivelul vaselor sanguine cerebrale.